# 布倫特伍德車站
布伦特伍德车站（英语：Brentwood railway station）是東南鐵路大東部主線的一座车站，位于倫敦的布倫特伍德區，属于C收费区。伊利沙伯线也將在2018年開始使用本站。

## 歷史
1840年，本站開通，當時由東部郡鐵路管理。1862年，大東部鐵路接管了本站。1882年，將本站改名為布伦特伍德和沃利（比勒瑞卡）站，1889年，將本站改名為布伦特伍德和沃利站。根據1921年鐵道法，本站改由倫敦和東北部鐵路管理。1969年，車站改回原名。2010年，東盎格利亞全國特快對本站進行了翻新工作，包括擴大出入口、售票廳、候車室，并安裝了電梯。

## 列車服務
截至2023年5月，本站於非高峰期每小時的班次如下：
西行
- 2 班車往希斯路機場5號客運大樓
- 6 班車往帕丁頓

東行
- 8 班車往仙菲爾

現時大盎格利亞的列車均通過本站。

## 事故
- 1850年9月19日，9個工人在本站因大霧與列車相撞後身亡。
- 1902年11月20日，大量乘客在本站候車時，被一列不載客列車碰撞，導致約80名乘客受傷。一份調查報告指出“規定的空車速度應為4-5英里/小時，但事發時的列車明顯超速運行”[5]。
- 1926年7月8日，一列客運列車與一列郵政列車在本站相撞，造成12人受傷。事發時客運列車的速度為10英里/小時，而郵政車幾乎靜止。事故原因是列車超速以及調度員的失誤[6]。

## 其他
為了確保伊利沙伯线能夠使用本站，本站將會延長站台長度達到210米，能夠停靠9節編組的列車，以取代現有的8節列車。